# Comisión Mexicana de Defensa y Promoción de los Derechos Humanos (CMDPDH)
La Comisión Mexicana de Defensa y Promoción de los Derechos Humanos es una organización civil dedicada a la promoción y la defensa de los derechos humanos. Desde su fundación en diciembre de 1989, la CMDPDH busca contribuir a la consolidación de un Estado democrático de derecho basado en una cultura de respeto, protección y garantía de los derechos humanos desde una perspectiva integral y multidisciplinaria. Su consejo directivo está conformado por Ana Francisca Vega, Carolina Coppel, Luis González Placencia, Pilar Calveiro Garrido y Regina Tamés.
A través del litigio estratégico, el acompañamiento integral a las víctimas, la incidencia, la generación y diseminación del conocimiento y las campañas de difusión, la CMDPDH impulsa cambios estructurales en el Estado mexicano para que cumpla con sus obligaciones en materia de derechos humanos sin distancia alguna.
La CMDPDH cuenta con Estatus Consultivo ante la Organización de los Estados Americanos (OEA), así como ante el Consejo Económico y Social de las Naciones Unidas (ECOSOC). Es una organización afiliada a la Federación Internacional por los Derechos Humanos (FIDH). En el ámbito nacional es integrante de la Coalición Mexicana por la Corte Penal Internacional (CMCPI), del Espacio de Coordinación sobre Derechos Económicos, Sociales y Culturales en México (ESPACIO DESC), Capítulo Mexicano de la Plataforma Interamericana de Derechos Humanos, Democracia y Desarrollo, y del Observatorio Ciudadano para Monitorear la Impartición de Justicia en los Casos de Feminicidio en Ciudad Juárez y Chihuahua.
En el ámbito internacional es integrante de la Red Internacional de Derechos Económicos, Sociales y Culturales y de la Coalición Internacional de Organizaciones para los Derechos Humanos en las Américas.
Entre sus objetivos se encuentran defender los derechos humanos desde estrategias de litigio estratégico; difundir información referente a los casos de defensa y de derechos humanos en México en general; colaborar con personas, organizaciones, instituciones gubernamentales e instancias internacionales que participan en la defensa, promoción, difusión o enseñanza de los derechos humanos; fomentar la formación de grupos dedicados a la defensa y difusión de los derechos humanos; participar y promover la realización de congresos, cursos y conferencias sobre derechos humanos, su difusión y enseñanza, así como difundir y publicar los resultados de sus acciones.

## Misión
Contribuir a la consolidación de un Estado democrático de derecho basado en una cultura de respeto, protección y garantía de los derechos humanos desde una perspectiva integral y multidisciplinaria que impulse
cambios estructurales.

## Visión
Son una organización civil con reconocimiento nacional e internacional, innovadora y con amplia experiencia en la promoción y la defensa efectiva de los derechos humanos.